# Рыбковский, Ян
Ян Исидо́р Рыбко́вский (пол. Jan Izydor Rybkowski; 4 апреля 1912, Островец-Свентокшиски, Царство Польское, Российская империя, ныне Польша — 29 декабря 1987, Констанцин-Езёрна, Польша) — польский кинорежиссёр и сценарист.

## Биография
В 1935 году окончил в Познани Школу изобразительных искусств. Начинал как театральный художник и режиссёр. В годы II мировой войны был на принудительных работах в фашистской Германии. В дальнейшем это отразилось на творчестве Рыбковского как режиссёра. В своих фильмах он обращался к теме личности во время войны, неоднократно приступал к экранизациям произведений польской литературы. В 1955–1968 годах был художественным руководителем киностудии «Rytm».
Член жюри Третьего Московского международного кинофестиваля (1963).
Его имя было занесено на Аллее звёзд в Лодзи.

## Избранная фильмография

### Режиссёр
- 1949 — Дом на пустыре / Dom na pustkowiu (участник конкурсной программы 10-го Венецианского кинофестиваля)
- 1950 — Варшавская премьера / Warszawska premiera
- 1951 — Первые дни / Pierwsze dni
- 1953 — Дело, которое надо уладить / Sprawa do zalatwienia (по Яну Фетке)
- 1953 — Автобус отходит в 6.20 / Autobus odjezdza 6.20
- 1955 — Часы надежды / Godziny nadziei
- 1956 — Никодем Дызма / Nikodem Dyzma (по Тадеушу Доленге-Мостовичу; в советском прокате «Необыкновенная карьера»)
- 1957 — Шляпа пана Анатоля / Kapelusz pana Anatola
- 1958 — Последний выстрел / Ostatni strzal
- 1958 — Пан Анатоль ищет миллион / Pan Anatol szuka miliona
- 1959 — Инспекция пана Анатоля / Inspekcja pana Anatola
- 1961 — Сегодня ночью погибнет город / Dzis w nocy umrze miasto (участник конкурсной программы Второго Московского международного кинофестиваля)
- 1962 — Встреча в «Сказке» / Spotkanie w «Bajce»
- 1962 — Запоздалые прохожие / Spóznieni przechodnie
- 1963 — Действительно вчера / Naprawde wczoraj
- 1965 — Человек с цветком в губах / Czlowiek z kwiatem w ustach
- 1965 — Способ жить / Sposób bycia
- 1967 — Когда любовь была преступлением / Kiedy milosc byla zbrodnia
- 1969 — Вознесение на небо / Wniebowstapienie
- 1970 — Польский альбом / Album polski
- 1972 — Мужики (телесериал) / Chlopi (по Владиславу Реймонту)
- 1973 — Мужики (фильм) / Chłopi
- 1974 — Гнездо / Gniazdo (другое название — «Первый правитель»)
- 1975 — Дульские / Dulscy (по Габриеле Запольской)
- 1977 — Граница / Granica (по Зофьи Налковской)
- 1978 — Семья Поланецких[пол.] / Rodzina Polanieckich
- 1980 — Карьера Никодема Дызмы / Kariera Nikodema Dyzmy
- 1983 — Марыня / Marynia

### Сценарист
- 1950 — Варшавская премьера / Warszawska premiera
- 1953 — Автобус отходит в 6.20 / Autobus odjezdza 6.20
- 1957 — Шляпа пана Анатоля / Kapelusz pana Anatola
- 1959 — Инспекция пана Анатоля / Inspekcja pana Anatola
- 1961 — Сегодня ночью погибнет город / Dzis w nocy umrze miasto
- 1962 — Встреча в «Сказке» / Spotkanie w «Bajce»
- 1965 — Человек с цветком в губах / Czlowiek z kwiatem w ustach
- 1967 — Когда любовь была преступлением / Kiedy milosc byla zbrodnia
- 1969 — Вознесение на небо / Wniebowstapienie
- 1972 — Мужики / Chlopi
- 1973 — Мужики / Chłopi
- 1975 — Дульские / Dulscy

## Награды
- 1951 — Государственная премия ПНР
- 1952 — Государственная премия ПНР
- 1955 — Государственная премия ПНР
- 1959 — Государственная премия ПНР

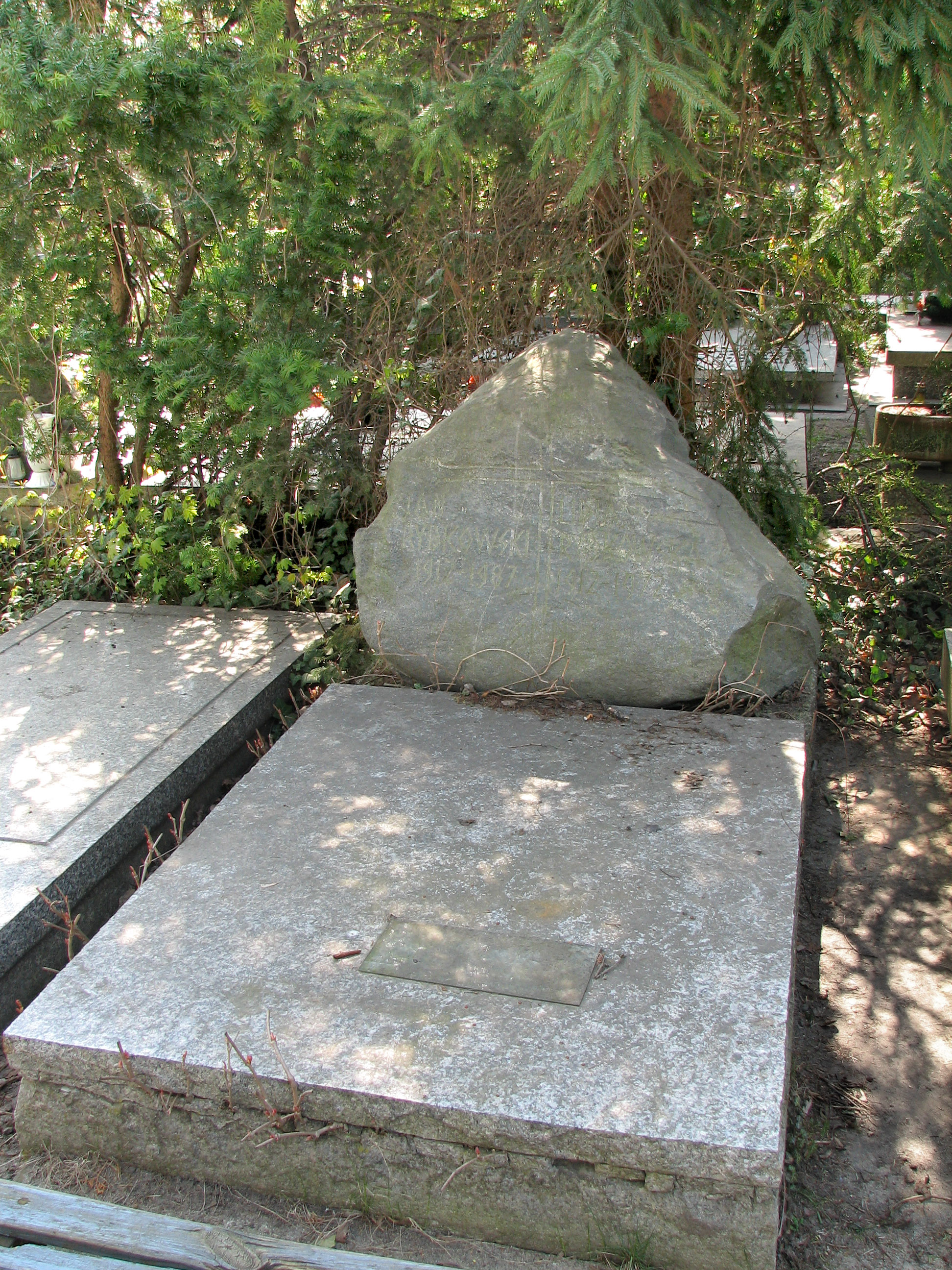
Могила Яна Рыбковского

- 1961 — номинация на Главный приз Второго Московского международного кинофестиваля («Сегодня ночью погибнет город»)
- Орден Возрождения Польши
- Орден «Знамя Труда»